# 黄昏のチャイナタウン
『黄昏のチャイナタウン』（たそがれのチャイナタウン、The Two Jakes）は、1990年のアメリカ合衆国のサスペンス映画。
映画『チャイナタウン』の続編で、前作に引き続いて主演したジャック・ニコルソンが監督も兼任している。

## ストーリー
1948年のロサンゼルス。私立探偵のジェイク・ギテスは建設会社の経営者ジェイク・バーマンから妻キティの浮気調査を依頼される。
ジェイクはモーテルでキティの浮気の様子を盗聴して探っていたが、そこへバーマンが乱入、相手の男を有無を言わせず射殺してしまう。しかもその被害者は、バーマンの会社の共同経営者であるボディーンだった。
ところが、使用された拳銃はボディーンのものだったことなどから、バーマンは不起訴処分になる。だが、これに納得のいかないボディーンの妻リリアンは、バーマンとジェイクを訴えると息巻く。
それを避けるため調査を続けたジェイクは、ロサンゼルス最大の石油会社ローリー社に行き当たる。また浮気現場で盗聴していたテープには、かつての案件で出会った女性イヴリンの名とその娘のことが語られていた。
ジェイクは今回の依頼の背後に何か巨大な策謀を感じ取り、ローリー社の社長アールに接近、意外な事実を知る。

## キャスト
| 役名                           | 俳優                              | 日本語吹替 |
| ------------------------------ | --------------------------------- | ---------- |
| ジェイク・ギテス               | ジャック・ニコルソン              | 仲村秀生   |
| ジェイク・バーマン             | ハーヴェイ・カイテル              | 小林勝彦   |
| キティ・バーマン               | メグ・ティリー                    | 勝生真沙子 |
| リリアン・ボディーン           | マデリーン・ストウ                | 高島雅羅   |
| コットン・ワインバーガー弁護士 | イーライ・ウォラック              | 峰恵研     |
| ミッキー・ナイス               | ルーベン・ブラデス                | 麦人       |
| チャック・ニューティ弁護士     | フレデリック・フォレスト          | 城山知馨夫 |
| ローチ警部補                   | デヴィッド・キース                | 秋元羊介   |
| アール・ローリー               | リチャード・ファーンズワース      | 大木民夫   |
| タイロン                       | トレイシー・ウォルター            | 塚田正昭   |
| ラリー・ウォルシュ             | ジョー・マンテル                  | 北村弘一   |
| カーン                         | ジェームズ・ホン                  | 丸山詠二   |
| イヴリン・モーレイ             | フェイ・ダナウェイ （声のみ）     | 達依久子   |
| グラディス                     | レベッカ・ブロウサード            | 堀越真己   |
| ラルフ・ティルトン             | ジェフ・モリス                    | 加藤正之   |
| マーク・ボディーン             | ジョン・ハケット                  | 田原アルノ |
| リピィー                       | アラン・ウォーニック              | 津田英三   |
| マティ・ローリー               | スー・カールトン                  | 久保田民絵 |
| リンダ                         | ロージー・ヴェラ                  | 仲村美緒   |
| リバティー                     | ポーリー・ディコッコ              | 稲葉実     |
| サウル                         | ジョン・ハーマン・シャナー        | 星野充昭   |
| デトマー判事                   | ウィル・タイナン                  | 清川元夢   |
| 私服警官                       | トム・ウェイツ （クレジットなし） |            |

※日本語吹替音声DVD収録

## 作品の評価
Rotten Tomatoesによれば、20件の評論のうち高評価は65%にあたる13件で、平均点は10点満点中5.9点となっている。
Metacriticによれば、17件の評論のうち、高評価は7件、賛否混在は9件、低評価は1件で、平均点は100点満点中56点となっている。